# Enoplotrupes variicolor
Enoplotrupes variicolor är en skalbaggsart som beskrevs av Leon Fairmaire 1886. Enoplotrupes variicolor ingår i släktet Enoplotrupes och familjen tordyvlar. Inga underarter finns listade i Catalogue of Life.